# Pristimantis academicus
Pristimantis academicus is een kikker uit de familie Strabomantidae. De soortnaam werd voor het eerst wetenschappelijk gepubliceerd door Lehr, Moravec & Gagliardi-Urrutia in 2010. De soort komt voor in Peru.